# Cognati per caso
Cognati per caso (Brother Nature) è un film del 2016 diretto da Oz Rodriguez e Matt Villines.

## Trama
Roger Fellner vuole condidarsi alle elezioni come deputato dato che Frank McClaren ha abbandonato la sua volontà di ricandidarsi e allo stesso tempo spererebbe di sposarsi chiedendo la mano all'attuale fidanzata. Ciò avviene durante un fine settimana presso la casa dei genitori di lei. Purtroppo per lui ci saranno alcune complicanze dovute alla presenza del cognato che vorrebbe essere anche il suo migliore amico.